# Amanda Silver
Pour les articles homonymes, voir Silver.
Amanda Silver, née le 24 mai 1963, est une scénariste et productrice américaine.

## Biographie

### Vie privée
Elle est l'épouse de Rick Jaffa (depuis le 29 juillet 1989) avec qui elle forme un duo de scénaristes. Elle est aussi la sœur de Michael B. Silver et la petite-fille de Sidney Buchman.

## Filmographie

### Cinéma

#### Scénariste
- 1992 : La Main sur le berceau
- 1996 : Au-delà des lois
- 1997 : Relic
- 2011 : La Planète des singes : Les Origines
- 2014 : La Planète des singes : L'Affrontement
- 2015 : Au cœur de l'Océan (In the Heart of the Sea) de Ron Howard
- 2015 : Jurassic World de Colin Trevorrow
- 2020 : Mulan de Niki Caro
- 2024 : La Planète des singes : Le Nouveau Royaume (Kingdom of the Planet of the Apes)  de Wes Ball

#### Productrice
- 2010 : Love Shack (en)
- 2011 : La Planète des singes : Les Origines
- 2014 : La Planète des singes : L'Affrontement
- 2017 : La Planète des singes : Suprématie (War for the Planet of the Apes) de Matt Reeves
- 2024 : La Planète des singes : Le Nouveau Royaume (Kingdom of the Planet of the Apes)  de Wes Ball

#### Actrice
- 2010 : Love Shack (en)

### Télévision

#### Scénariste
- 1993 : Fallen Angels (1 épisode)

## Distinctions

### Nominations
- Saturn Award :
  - Saturn Award du meilleur scénario 2012 (La Planète des singes : Les Origines)